# Холопий приказ

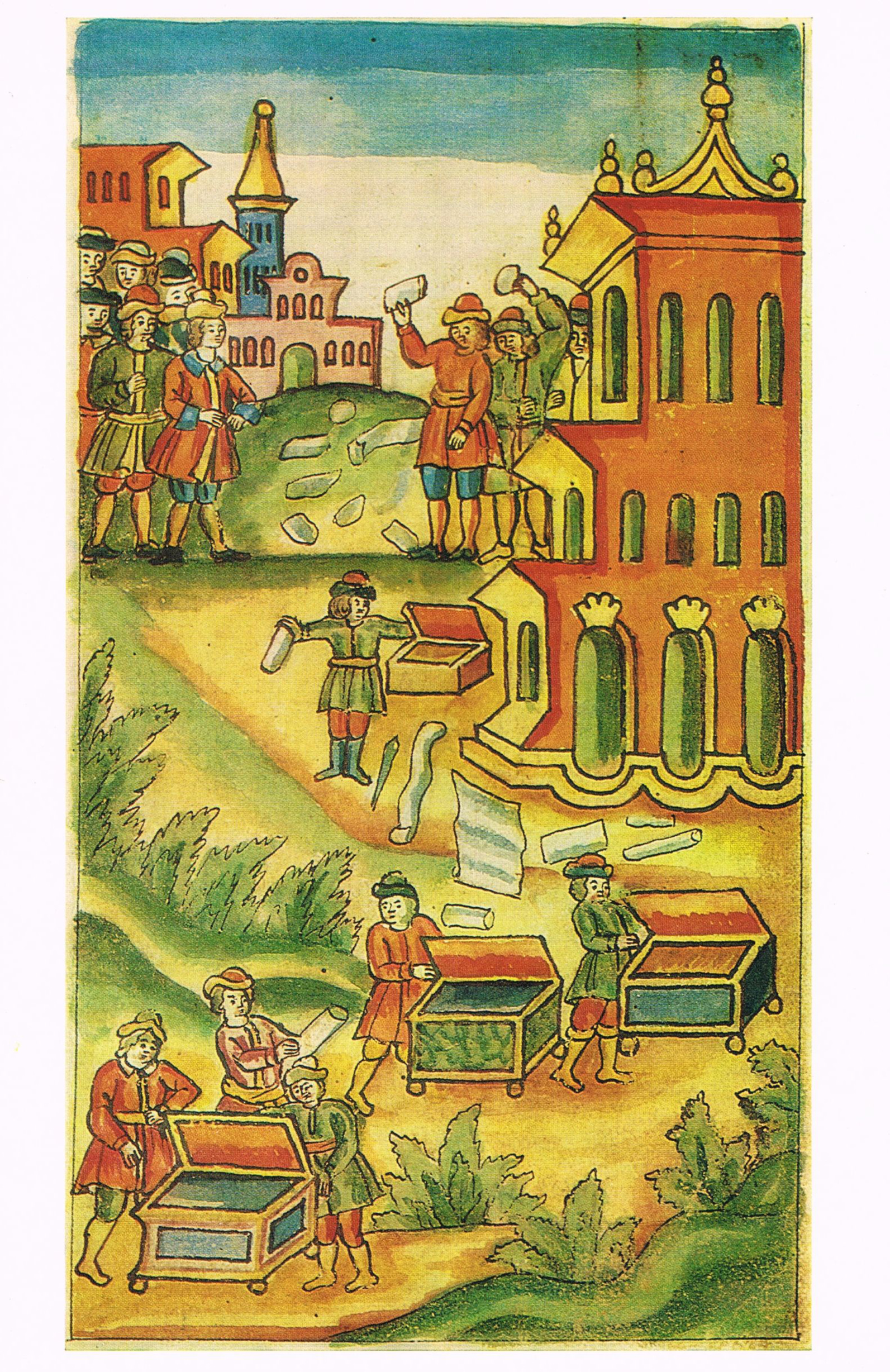
Разгром холопьего приказа в 1682 году. Миниатюра из рукописи 1-й пол. 18 века «История Петра I», соч. П. Крекшина. Собрание А. Барятинского. ГИМ.

Холопий приказ (холопий суд) — центральное государственное ведомство в Русском царстве, явилось раньше 1500 года; сидели в нём стольник и дьяк. Приказ этот ведал дворовых людей, кабальных, данных и записных — всякое освобождение их, переход от одного владельца к другому, поступление в холопство и услужение и т. п., а также все дела по преступлениям холопов, если они касались нарушения общегосударственных законов. В 1681 году холопий приказ был упразднён и заменён особым холопьим столом в судном приказе. Пытаясь привлечь на свою сторону другие слои населения Москвы, 15 мая 1682 года стрельцы разгромили Стрелецкий и Холопьи приказы, уничтожив документы на зависимых людей, принадлежавших боярам.
В 1683 году он был снова восстановлен и просуществовал до 1704 года, когда дела его окончательно были переданы в Судный приказ.